# هجوم بروسيا الشرقية
هجوم بروسيا الشرقية (بالروسية: Восточно-Прусская стратегическая наступательная операция - عملية بروسيا الشرقية الهجومية الإستراتيجية، بالألمانية: Ostpreußische Operation - عملية بروسيا الشرقية) عملية هجومية إستراتيجية قام بها الجيش الأحمر ضد القوات النازية على الجبهة الشرقية في بروسيا الشرقية والتي كانت معركة كونيغسبرغ جزءا هاما في مسار هجوم بروسيا الشرقية والتي انتهت هي الأخرى بانتصار القوات السوفيتية، واستمر هجوم بروسيا الشرقية خلال الفترة ما بين 13 يناير وحتى 25 إبريل 1945 على الرغم من عدم استسلام عناصر من القوات الألمانية حتى 9 مايو من العام نفسه.
ويُعرف هجوم بروسيا الشرقية لدى المؤرخين الألمان باسم هجوم بروسيا الشرقية الثاني والذي تلى هجوم بروسيا الشرقية الأول الذي يُعرف أيضا باسم عملية غومبينن (بالروسية: Гумбиннен-Гольдапская наступательная операция - عملية غومبينن-غولداب الهجومية) والتي استمرت خلال الفترة ما بين 16 و27 أكتوبر 1944 وقامت بتنفيذها الجبهة البيلاروسية الثالثة بقيادة جنرال الجيش إيفان تشرنياخوفسكي كجزء من حصار ميمل (بالروسية: Мемельская наступательная операция - عملية ميمل الهجومية) والتي نفّذتها جبهة البلطيق الأولى، ومع بداية الهجوم تكبدت القوات السوفيتية خسائر كبيرة خلال تقدمها لمسافة 30-60 كم (19-37 ميل) في عمق بروسيا الشرقية مما أدى لتعطيل الهجوم لحين وصول الإمدادات.

## قراءة مفصلة
- خرائط حصار كونيغسبرغ والتقدم السوفيتي في بروسيا الشرقية من 13 يناير وحتى 9 مايو 1945

```
أوتو لاش، قائد 
القوات الألمانية
 خلال 
معركة كونيغسبرغ
 (
بالألمانية
: 
Festung Königsberg
) وكتابه بعنوان 
So fiel Königsberg
 (
بالعربية
: هكذا سقطت كونيغسبرغ) والذي غطى أحداث الحصار (Motorbuch Verlag, 2002, 
ISBN 978-3-613-02207-2
)؛ صدر لأول مرة عام 1958
```

- (بالإنجليزية) ألكسندر فاسيليفسكي واصفا دوره خلال الهجوم في مذكراته التي حملت عنوان قضية العمر (ترجمهما للإنكليزية ج. ريوردان، Progress, 1981)